# Quercus ×paui
Espèce

Quercus ×paui est une espèce de chênes. Il est dédié au botaniste espagnol Carlos Pau Español.